# Nuevos estudios de economía política
Nuevos estudios de economía política es un libro publicado en 2002 que recopila ensayos y artículos de Jesús Huerta de Soto escritos entre 1994 y 2001, además de incorporar algunas entrevistas. Su propósito es continuar el libro del mismo autor llamado Estudios de economía política y tratar especialmente temas de epistemología de las ciencias sociales, teoría económica, filosofía política e historia del pensamiento económico, desde la perspectiva de la escuela austriaca (que centra su enfoque en el estudio de la acción empresarial del hombre y los procesos dinámicos de cooperación social). El libro es publicado por Unión Editorial y lleva dos ediciones (la última de 2007). Si bien en el libro hay una continuación y profundización del enfoque presente en Estudios de economía política, también hay un incremento en el énfasis en la escuela salmantina como precursora de la perspectiva austriaca y aparece la defensa del anarcocapitalismo como propuesta de ética política compatible con la naturaleza de la acción humana cooperativa.